# Mijadzsi Tosio
Mijadzsi Tosio japán válogatott labdarúgó.

## Klubcsapatokban
Mijadzsi az Osaka SC csapatában játszott, amelyben abban az időben több japán válogatott labdarúgó is szerepelt, köztük Ójama Josimacu, Hatta Uicsiró, Takahasi Szakae és Marutani Kijonoszuke.

## A válogatottban
1925 májusában beválogatták a japán válogatottba az 1925-ös Távol-Keleti Játékokra, amelyet Manilában rendeztek meg. A tornán május 17-én mutatkozott be a Fülöp-szigetek elleni mérkőzésen. Május 20-án a tajvani válogatott ellen is pályára lépett. Japán mindkét mérkőzését elveszítette (0–4 a Fülöp-szigetek, 0–2 a Kínai Köztársaság ellen).

## Statisztika
| Japán válogatott | Japán válogatott | Japán válogatott |
| Év               | Mérk.            | gól              |
| ---------------- | ---------------- | ---------------- |
| 1925             | 2                | 0                |
| Összesen         | 2                | 0                |